# Bougierung
Unter einer Bougierung oder Dilatation versteht man das Aufdehnen einer Engstelle in einem röhrenartigen Organ des Körpers.

## Bougierung des Ösophagus (Speiseröhre)

### Indikationen
- stenosierend wachsendes Ösophaguskarzinom
- angeborene Speiseröhrenmissbildung
- Speiseröhrenverätzung höheren Grades
- anders verursachte Einengungen der Speiseröhre mit Schluckstörungen

### Methoden
Eine Bougierung wird immer unter Sedierung und Analgesie durchgeführt, da sie sonst sehr schmerzhaft für den Patienten wäre. Zunächst wird dann ein Gerät eingeführt, mit dem man die Speiseröhre von innen betrachten kann (Ösophagoskop). Unter Sichtkontrolle wird sodann ein Führungsdraht über die Engstelle geschoben. Zum Aufdehnen gibt es grundsätzlich zwei Möglichkeiten:
- Bougierung mit einer Bougie: Die Bougie ist ein weicher Katheter ohne Hohlraum. Bei dieser Art der Aufdehnung ist der Führungsdraht obligatorisch, da sonst die Gefahr einer Perforation besteht.
- Ballondilatation: Bei dieser Methode wird ein nicht aufgeblasener Ballon in die Engstelle eingeführt, sodass die Engstelle per Aufblasen des Ballons aufgedehnt werden kann. Hierbei wird der Ballon nicht, wie der Begriff „Aufblasen“ vermuten lässt, mit Gas, sondern einer Flüssigkeit gefüllt. Gase sind kompressibel und es wäre viel schwieriger, den zur Dilatation nötigen Druck damit aufzubauen.

### Nachbehandlung
Manchmal wird zum Offenhalten der Passage ein Metallstent eingelegt, der einer erneuten Verengung vorbeugen soll. Nach Einlegen eines Stents werden folgende Verhaltensmaßregeln empfohlen:
- faserarme Kost (kein Salat, faserreiches Fleisch wie Hühnchen etc.)
- jede Mahlzeit gut kauen

## Bougierung des Magenausgangs

### Indikationen
Durch Tumor, Entzündung oder angeborene Wachstumsstörung verursachte Enge des Magenausgangs

### Behandlung
Entspricht im Wesentlichen der Behandlung bei Ösophagusenge

## Bougierung der Harnröhre

### Indikationen
- Harnröhrenstriktur
- rezidivierende (wiederkehrende) Harnwegsinfekte

### Methode
In die Harnröhre werden Stäbe zunehmender Dicke eingeführt, die jeweils für mehrere Wochen in der Harnröhre verbleiben, um diese langsam aufzudehnen.

## Bougierung des (End)Darmes
In besonderen Fällen – zum Beispiel einer Verengung der Operationsstelle (Anastomosenstenose) nach einem Darmtumor (z. B. Rektumkarzinom) – wird eine Bougierung mit sogenannten Hegarstiften vorgenommen.

## Bougierung der Vagina
Nach Operationen an der Scheide oder deren Neubildung bei geschlechtsangleichenden Operationen wird ein Vaginalstent oder ein Bougierstab verwendet, um die Vagina offen zu halten oder sie zu erweitern. Im ersten Jahr nach der geschlechtsangleichenden Genitaloperation bei trans Frauen muss dieses Verfahren bis zu vier Mal täglich, je nach Operationsmethode, von der Patientin angewendet werden. Dies beginnt schon wenige Tage nach der Operation, während der erst mal ein Propfen eingesetzt wird. Wenn die Patientin nicht regelmäßig bougiert, kann die Vagina sich verkürzen oder sogar zuwachsen und damit eine weitere Operation nötig werden.